# 卡先齊
50°2′1″N 26°18′0″E / 50.03361°N 26.30000°E
卡先齊（烏克蘭語：Кащенці），是烏克蘭西部的村莊，隸屬赫梅利尼茨基州的舍佩蒂夫卡區。該村始建於1674年，面積0.26平方公里，海拔高度292米，2001年人口624，人口密度每平方公里2,437.5人。